# Pulcelina av Blois
Pulcelina av Blois, död 1171, var en judisk kvinna, älskarinna till greve Theobald V av Blois. 
Hennes förhållande växte stort uppseende och sågs som en skandal, och skapade fiender. Enligt en teori var hon också, eller snarare, utlånare till greven och övrig adel, och väckte avund genom sin framgång. Hon ska ha hatats av grevens fru och en lokal adelsman för den makt och inflytande hon utövade över greven. 
Hon och judarna i Blois blev föremål för en komplott. En kristen tjänare ska enligt krönikan ha utpekat en jude för att ha offrat ett barn, vilket då var en vanlig anklagelse mot judar. Denne tjänares herre ska ha sett detta som ett tillfälle att komma åt Pulcelina. När greven informerades, ska han ha fängslat judarna i Blois. Pulcelina själv fängslades inte, men försökte förgäves utnyttja sitt inflytande för att träffa greven och övertala honom att släppa judarna fria. Trots att inget barnlik upphittades, och judar från andra städer erbjöd sig att köpa judarna i Blois fria, övertala kyrkan greven att avrätta dem. 3i judar brändes på bål i Blois år 1171, däribland Pulcelina och hennes två döttrar. 